# Geraldes

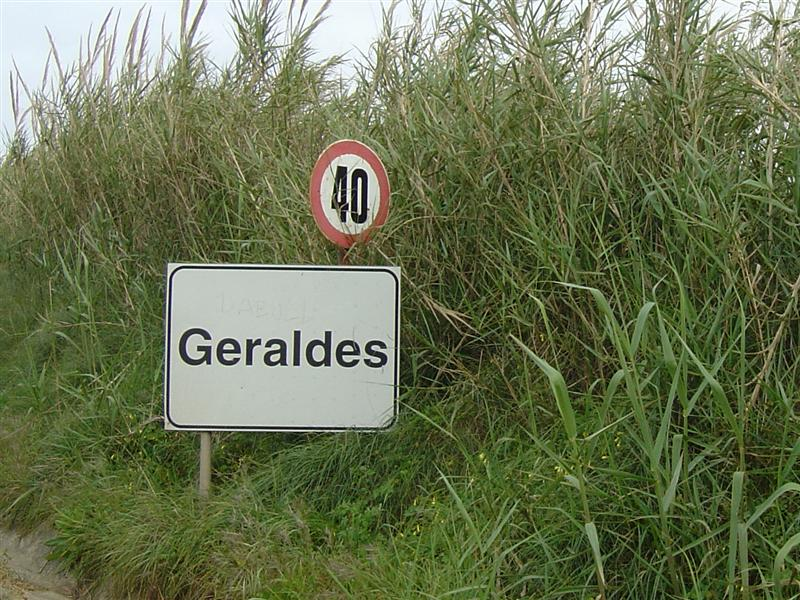
Entrada de Geraldes

Geraldes é um lugar situado na freguesia de Atouguia da Baleia, Município de Peniche, e Distrito de Leiria. Dista da cidade de Peniche sensivelmente 5 km e fica a 100 km de Lisboa.

## Origem
Diz uma lenda que no lugar de Geraldes D. Dinis mandou construir um casal que mais tarde ofereceu a sua esposa, a Rainha Santa Isabel. A Rainha Santa Isabel mandou ampliar a quinta que ficou a chamar-se “Quinta de Santa Luzia”. Essa quinta foi doada pela rainha a D. Giraldo, o seu confessor. Assim se formou a aldeia que teve o nome de “Giraldos”. Só a partir de meados do século XIX é que a localidade passou a chamar-se Geraldes.
Geraldes era lugar de oleiros que se perderam na história, não havendo hoje rasto deles.
A aldeia ficou conhecida como "Terra da Ciência" devido ao grau de instrução da população ser maior do que o das localidades vizinhas, isto,  num passado em que grande parte do povo ainda era analfabeto.

## Locais de interesse

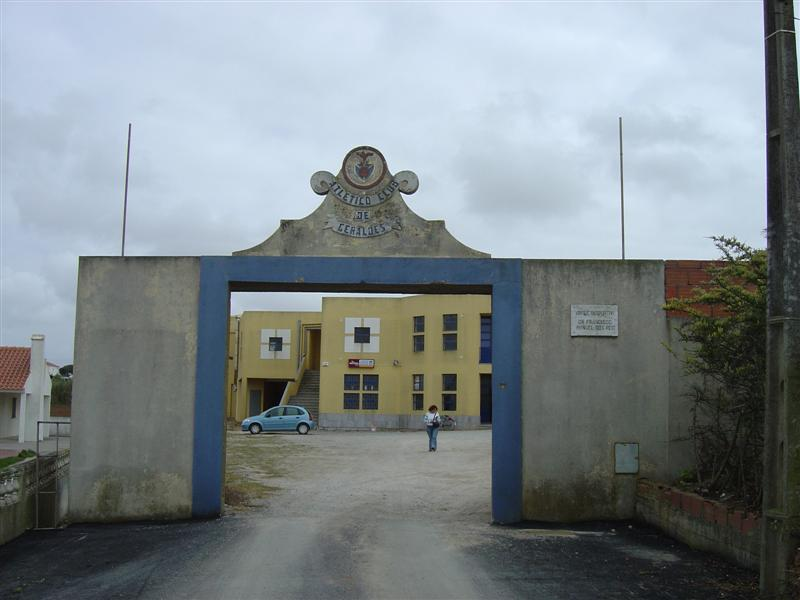
Entrada do Atlético Clube de Geraldes

Na localidade de Geraldes encontra-se a Capela de Santa Luzia, a qual foi construída em 1515, erguida com a concordância do D. Manuel I em comemoração da descoberta do Brasil. No interior dessa mesma capela as paredes estão revestidas com azulejos do século XVII. De Salientar os paneis de azulejos exteriores com a imagem de Santa Luzia e S. Sebastião.
Existe também o Centro de Solidariedade Social, Convívio e Cultura, onde é a sede do Rancho Folclórico de Geraldes. Esta colectividade presta vários serviços à população como: consultas de medicina geral, cuidados de enfermagem, acumpuntura, entre outros cuidados de saude.
A Igreja de Nossa Senhora da Conceição no largo principal da localidade, é um templo de interesse. Tem um coro litúrgico com várias participações televisivas dirigido pelo maestro João Sebastião.
Existe também o Pavilhão Gimnodesportivo do Atlético Clube de Geraldes , onde decorrem diversas actividades; desportivas - nomeadamente futsal e ginástica feminina, artesanato e actividades culturais.